# اسکاتس کورنر (کالیفرنیا)
اسکاتس کورنر (به انگلیسی: Scotts Corner) یک منطقهٔ مسکونی در ایالات متحده آمریکا است که در شهرستان آلامیدا، کالیفرنیا واقع شده‌است. اسکاتس کورنر ۷۹ متر بالاتر از سطح دریا قرار دارد.